# Leichtathletik-Europameisterschaften 2010/3000 m Hindernis der Frauen

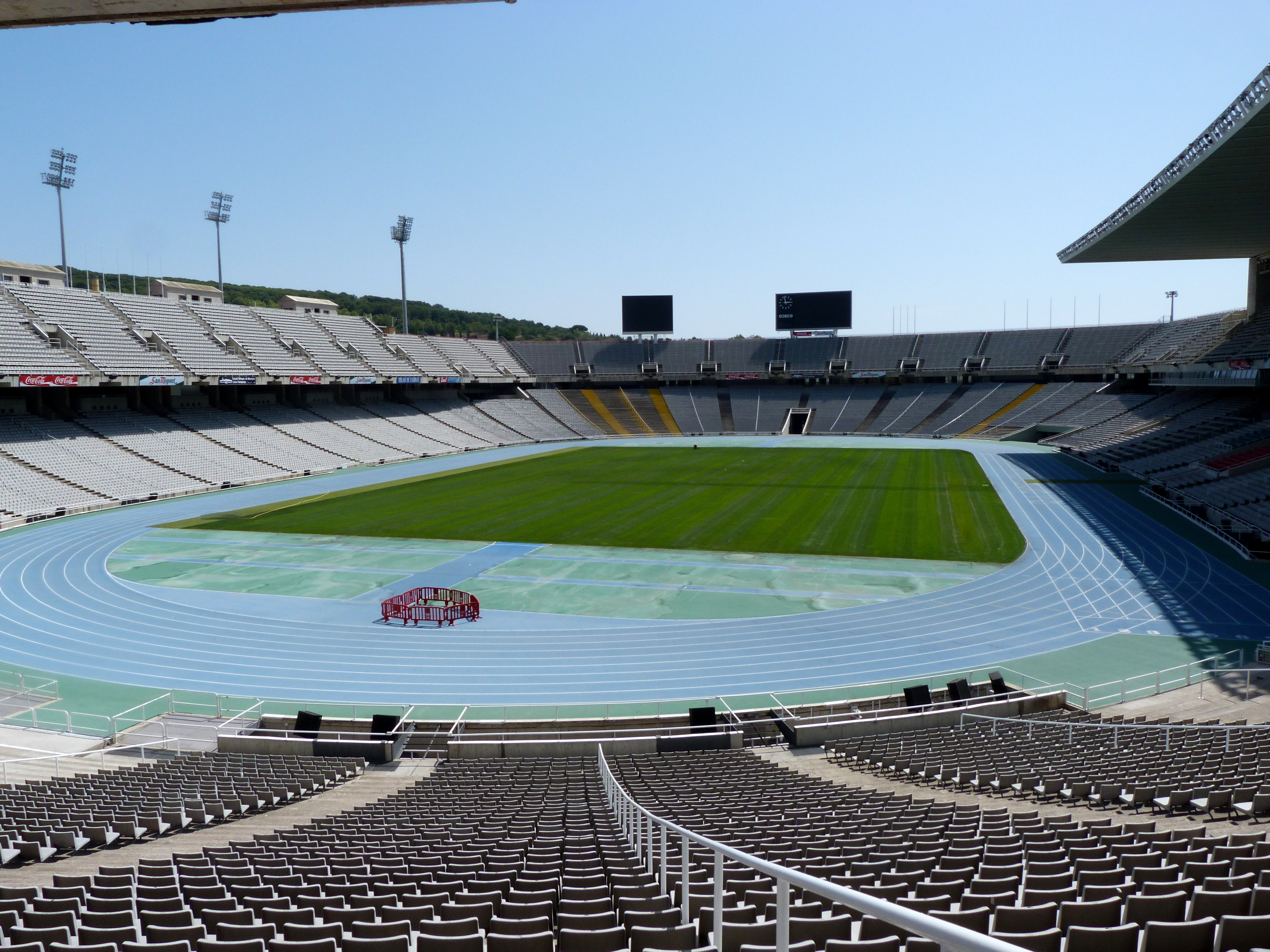
Das Olympiastadion Estadi Olímpic Lluís Companys
Barcelona im Jahr 2012

Der 3000-Meter-Hindernislauf der Frauen bei den Leichtathletik-Europameisterschaften 2010 wurde am 28. und 30. Juli 2010 im Olympiastadion Estadi Olímpic Lluís Companys der spanischen Stadt Barcelona ausgetragen.
Europameisterin wurde die amtierende Weltmeisterin Julija Sarudnewa aus Russland. Rang zwei belegte die Britin Hatti Dean. Die Polin Wioletta Frankiewicz errang die Bronzemedaille.

## Rekorde

### Bestehende Rekorde
| Weltrekord           | 8:58,81 min | Gulnara Samitowa | OS Peking, Volksrepublik China | 17. August 2008 |
| Europarekord         | 8:58,81 min | Gulnara Samitowa | OS Peking, Volksrepublik China | 17. August 2008 |
| Meisterschaftsrekord | 9:26,05 min | Alessja Turawa   | EM Göteborg, Schweden          | 12. August 2006 |

### Rekordverbesserungen
Der bestehende EM-Rekord wurde verbessert und darüber hinaus gab es drei neue Landesrekorde.
- Meisterschaftsrekord:
  - 9:17,57 min – Julija Saripowa (Russland), Finale am 30. Juli
- Landesrekorde:
  - 9:40,42 min – Layes Abdullayeva (Aserbaidschan), zweiter Vorlauf am 28. Juli
  - 9:34,75 min – Layes Abdullayeva (Aserbaidschan), Finale am 30. Juli
  - 9:35,71 min – Zulema Fuentes-Pila (Spanien), Finale am 30. Juli

## Doping
- Im November 2015 wurde der Spanierin Marta Domínguez nach einem Urteil des Internationalen Sportgerichtshofs CAS der Vizeeuropameistertitel wegen Dopingmissbrauchs aberkannt.[2]
- Die Russin Ljubow Charlamowa wurde, nachdem sie aufgrund von Domínguez’ Disqualifikation zunächst auf den zweiten Platz vorgerückt war, vom russischen Leichtathletik-Verband RusAF wegen positiver Dopingtests für zwei Jahre gesperrt. Ihr EM-Resultat von 2010 wurde gestrichen.[3]
- Die Griechin Iríni Kokkinaríou, die im Vorlauf ausgeschieden war, gehörte zu neun Athleten, die zwei Tage vor Beginn der Olympischen Spiele 2012 für zwei Jahre gesperrt wurden, nachdem ihr über ein neues Verfahren der Welt-Anti-Doping-Agentur WADA Abweichungen im Biologischen Pass nachgewiesen wurden.[4]

Hier gab es in erster Linie vier Leidtragende:
- Zwei Athletinnen erhielten ihre Medaillen erst mit Verspätung und konnten nicht an der Siegerehrung teilnehmen:
  - Hatti Dean, Großbritannien – Silbermedaille
  - Wioletta Frankiewicz, Polen – Bronzemedaille
- Zwei Athletinnen, die sich über ihre Zeit eigentlich qualifiziert hätten, wurde die Teilnahme am Finale verwehrt:
  - Rosa María Morató, Spanien
  - Sandra Eriksson, Schweden

## Legende
Kurze Übersicht zur Bedeutung der Symbolik – so üblicherweise auch in sonstigen Veröffentlichungen verwendet:
| CR  | Championshiprekord                    |
| NR  | Nationaler Rekord                     |
| DOP | wegen Dopingvergehens disqualifiziert |

## Vorrunde
Die Vorrunde wurde in zwei Läufen durchgeführt. Die ersten vier Athletinnen pro Lauf – hellblau unterlegt – sowie die darüber hinaus vier zeitschnellsten Läuferinnen – hellgrün unterlegt – qualifizierten sich für das Finale.

### Vorlauf 1

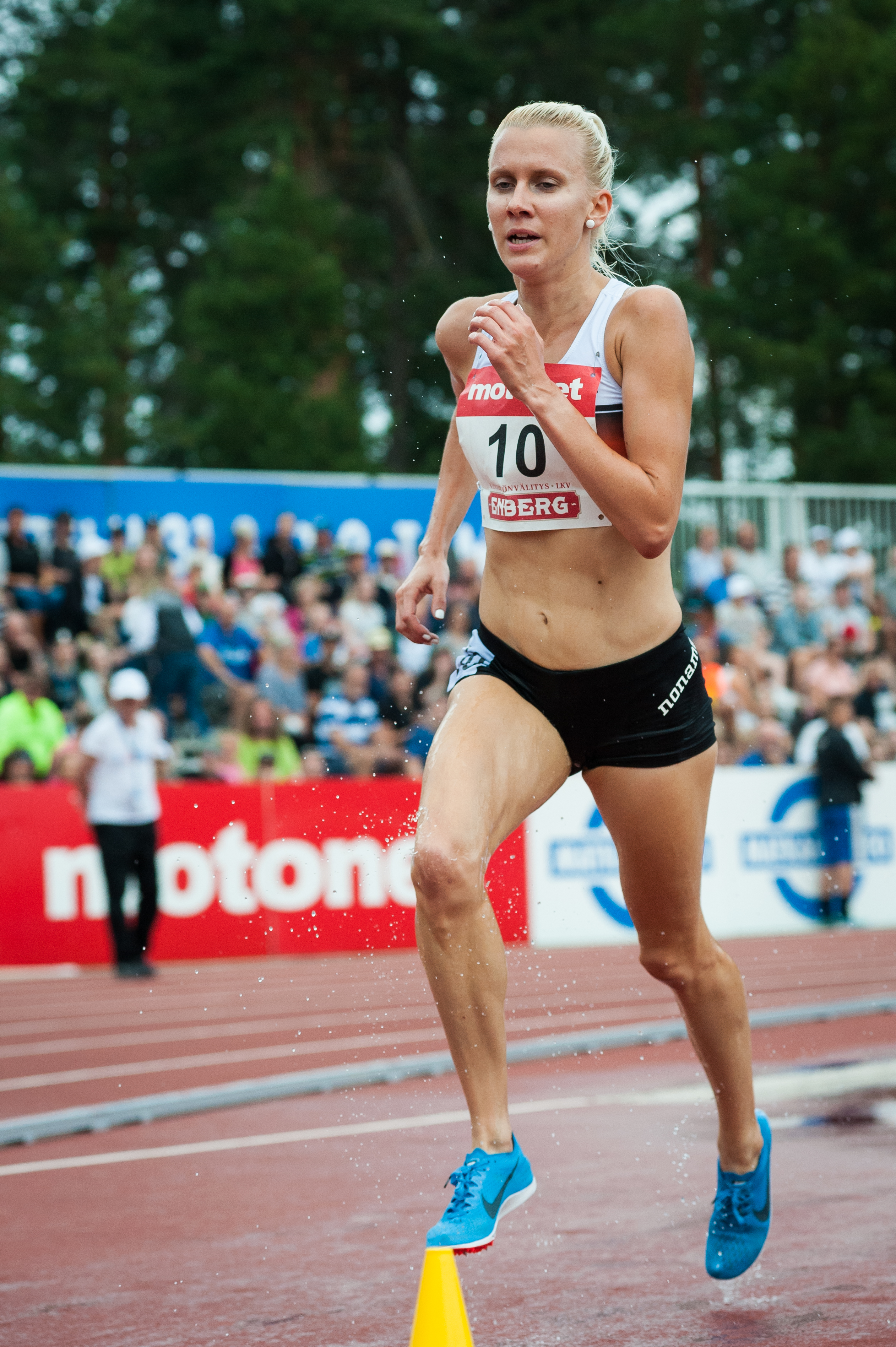
Sandra Eriksson wurde um die Finalteilnahme betrogen, für das sie über ihre Zeit eigentlich qualifiziert war

28. Juli 2010, 11:30 Uhr
| Platz | Name                 | Nation         | Zeit (min) | Anmerkung                              |
| ----- | -------------------- | -------------- | ---------- | -------------------------------------- |
| 1     | Wioletta Frankiewicz | Polen          | 09:46,38   |                                        |
| 2     | Julija Sarudnewa     | Russland       | 09:46,40   |                                        |
| 3     | Hatti Dean           | Großbritannien | 09:46,43   |                                        |
| 4     | Ancuța Bobocel       | Rumänien       | 09:48,01   |                                        |
| 5     | Zulema Fuentes-Pila  | Spanien        | 09:50,97   |                                        |
| 6     | Rosa María Morató    | Spanien        | 09:53,96   | eigentlich für das Finale qualifiziert |
| 7     | Sandra Eriksson      | Schweden       | 09:55,73   | eigentlich für das Finale qualifiziert |
| 8     | Lívia Tóth           | Ungarn         | 10:03,97   |                                        |
| 9     | Ludmila Kuzmina      | Russland       | 10:10,83   |                                        |
| 10    | Stephanie Reilly     | Irland         | 10:13,94   |                                        |
| DOP   | Iríni Kokkinaríou    | Griechenland   | DNF        |                                        |

### Vorlauf 2

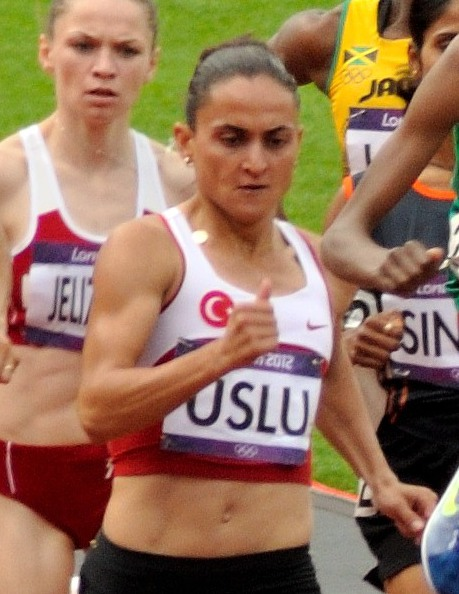
Mit einer Zeit deutlich über zehn Minuten erreichte Binnaz Uslu nicht das Finale
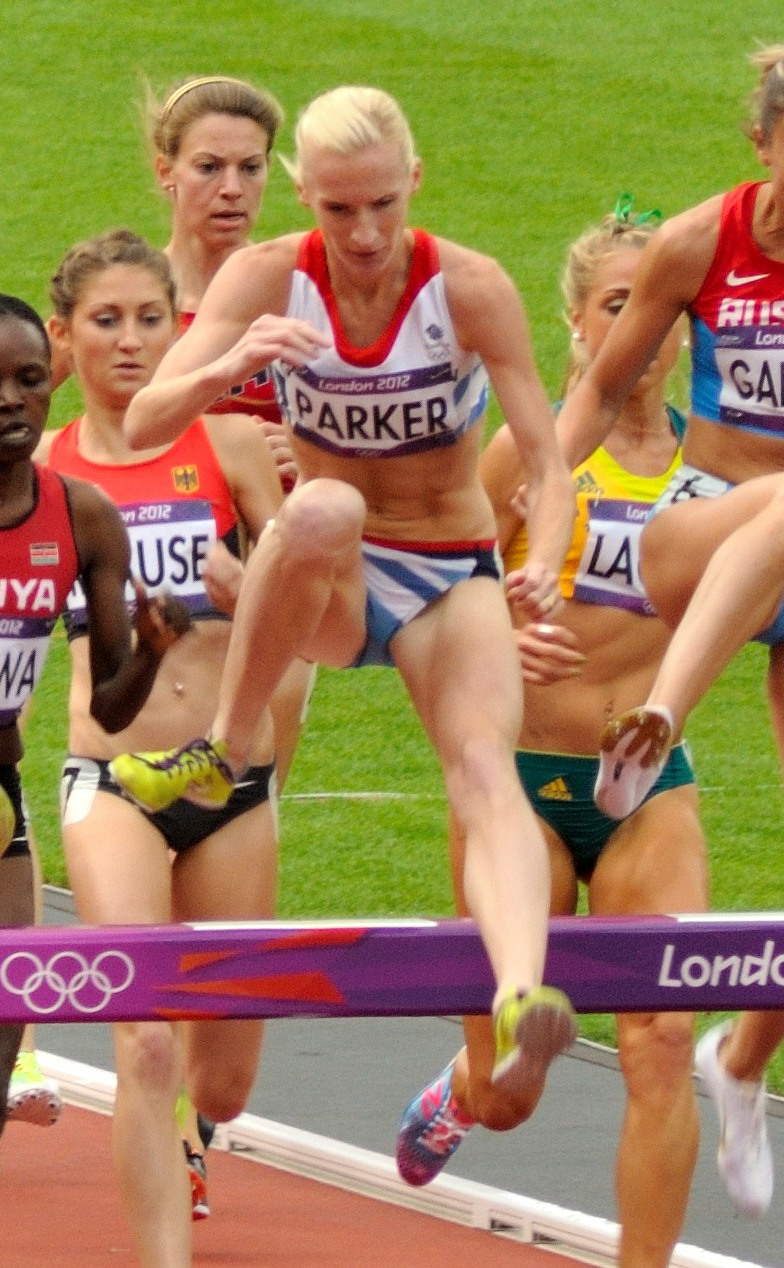
Als Achte ihres Vorlaufs blieb Barbara Parker deutlich von einer Finalteilnahme entfernt

28. Juli 2010, 11:45 Uhr
| Platz | Name               | Nation         | Zeit (min)  | Anmerkung                 |
| ----- | ------------------ | -------------- | ----------- | ------------------------- |
| 1     | Layes Abdullayeva  | Aserbaidschan  | 09:40,42 NR |                           |
| 2     | Katarzyna Kowalska | Polen          | 09:41,14    |                           |
| 3     | Sophie Duarte      | Frankreich     | 09:42,33    |                           |
| 4     | Fionnuala Britton  | Irland         | 09:44,84    |                           |
| 5     | Oksana Juravel     | Moldau         | 09:53,43    |                           |
| 6     | Marcela Lustigová  | Tschechien     | 10:05,22    |                           |
| 7     | Binnaz Uslu        | Türkei         | 10:15,28    |                           |
| 8     | Barbara Parker     | Großbritannien | 10:20,99    |                           |
| DNF   | Ulrika Johansson   | Schweden       |             |                           |
| DOP   | Ljubow Charlamowa  | Russland       | 09:40,81    | für das Finale zugelassen |
| DOP   | Marta Domínguez    | Spanien        | 09:41,93    | für das Finale zugelassen |

## Finale

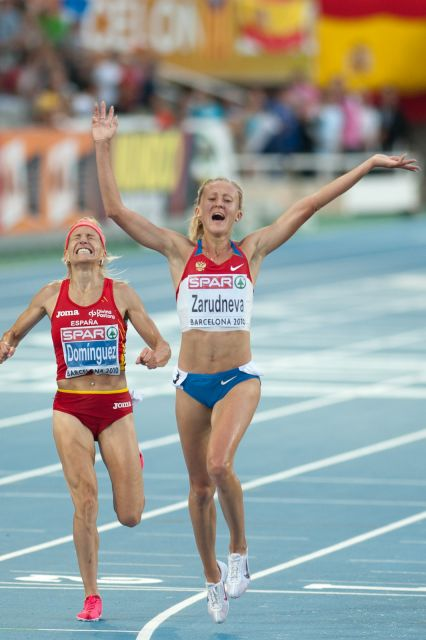
Julija Sarudnewa – nach dem WM- nun auch der EM-Titel
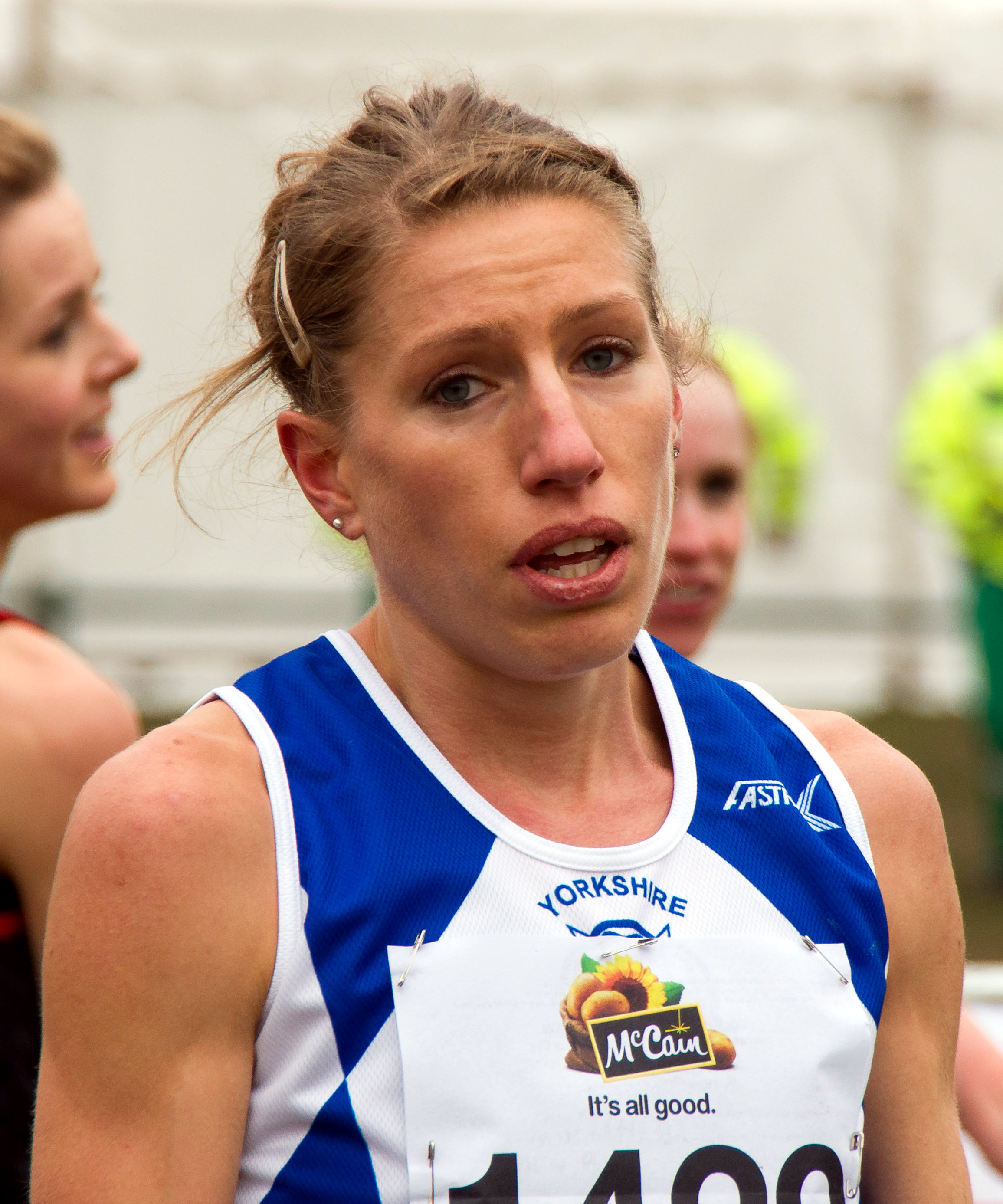
Hatti Dean – eine Vizeeuropameisterin, die annehmen musste, undankbare Vierte zu sein

30. Juli 2010, 20:25 Uhr
| Platz | Name                 | Nation         | Zeit (min) |
| ----- | -------------------- | -------------- | ---------- |
| 1     | Julija Sarudnewa     | Russland       | 9:17,57 CR |
| 2     | Hatti Dean           | Großbritannien | 9:30,19    |
| 3     | Wioletta Frankiewicz | Polen          | 9:34,13    |
| 4     | Layes Abdullayeva    | Aserbaidschan  | 9:34,75 NR |
| 5     | Sophie Duarte        | Frankreich     | 9:35,52    |
| 6     | Zulema Fuentes-Pila  | Spanien        | 9:35,71 NR |
| 7     | Ancuța Bobocel       | Rumänien       | 9:41,20    |
| 8     | Katarzyna Kowalska   | Polen          | 9:42,47    |
| 9     | Fionnuala Britton    | Irland         | 9:44,25    |
| 10    | Oksana Juravel       | Moldau         | 9:55,39    |
| DOP   | Marta Domínguez      | Spanien        | 9:17,74    |
| DOP   | Ljubow Charlamowa    | Russland       | 9:29,82    |

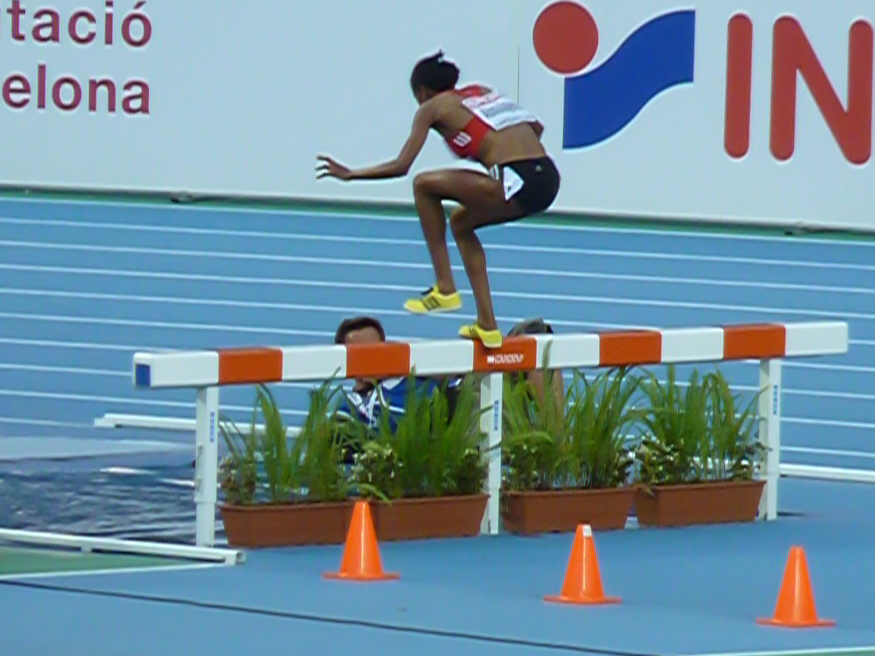
Platz vier für Layes Abdullayeva
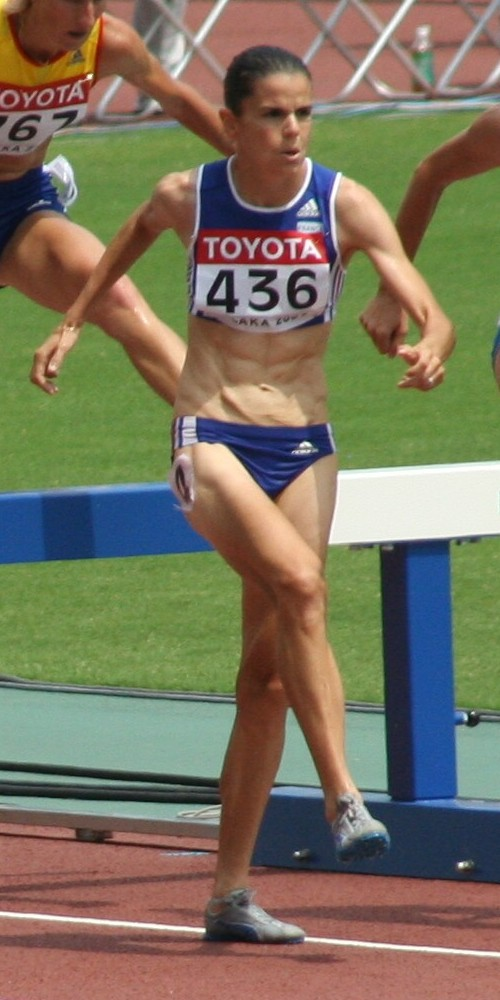
Sophie Duarte belegte Rang fünf
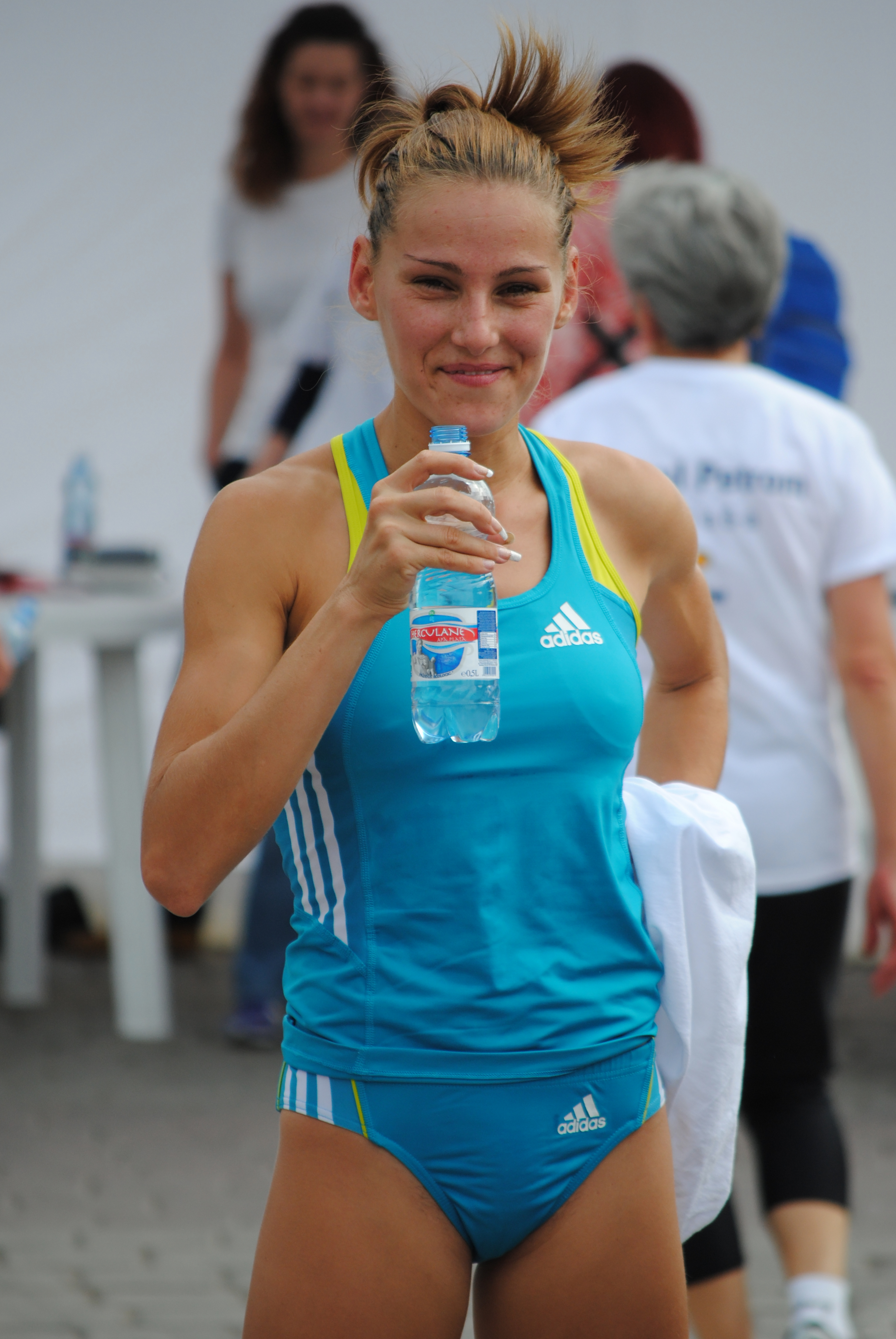
Ancuța Bobocel wurde Siebte

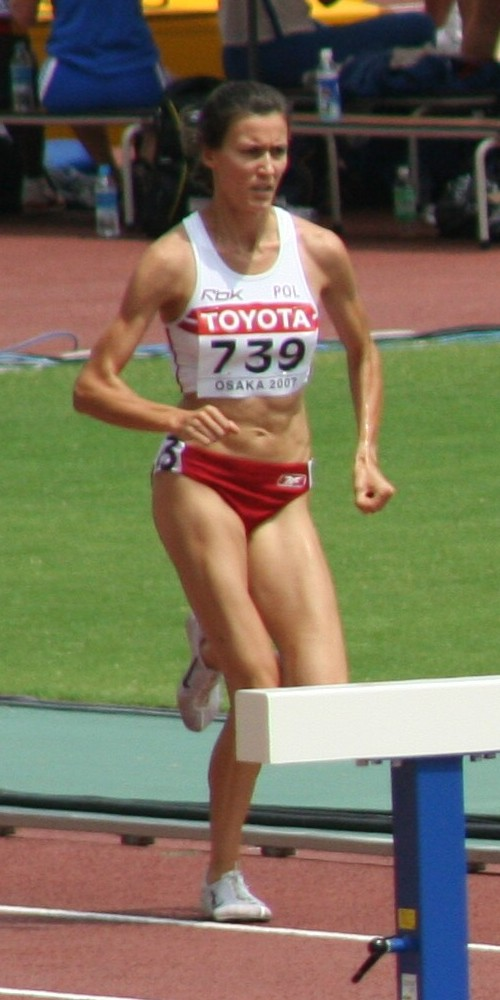
Katarzyna Kowalska erreichte Platz acht
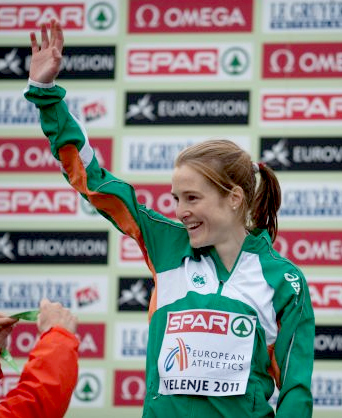
Die neuntplatzierte Fionnuala Britton
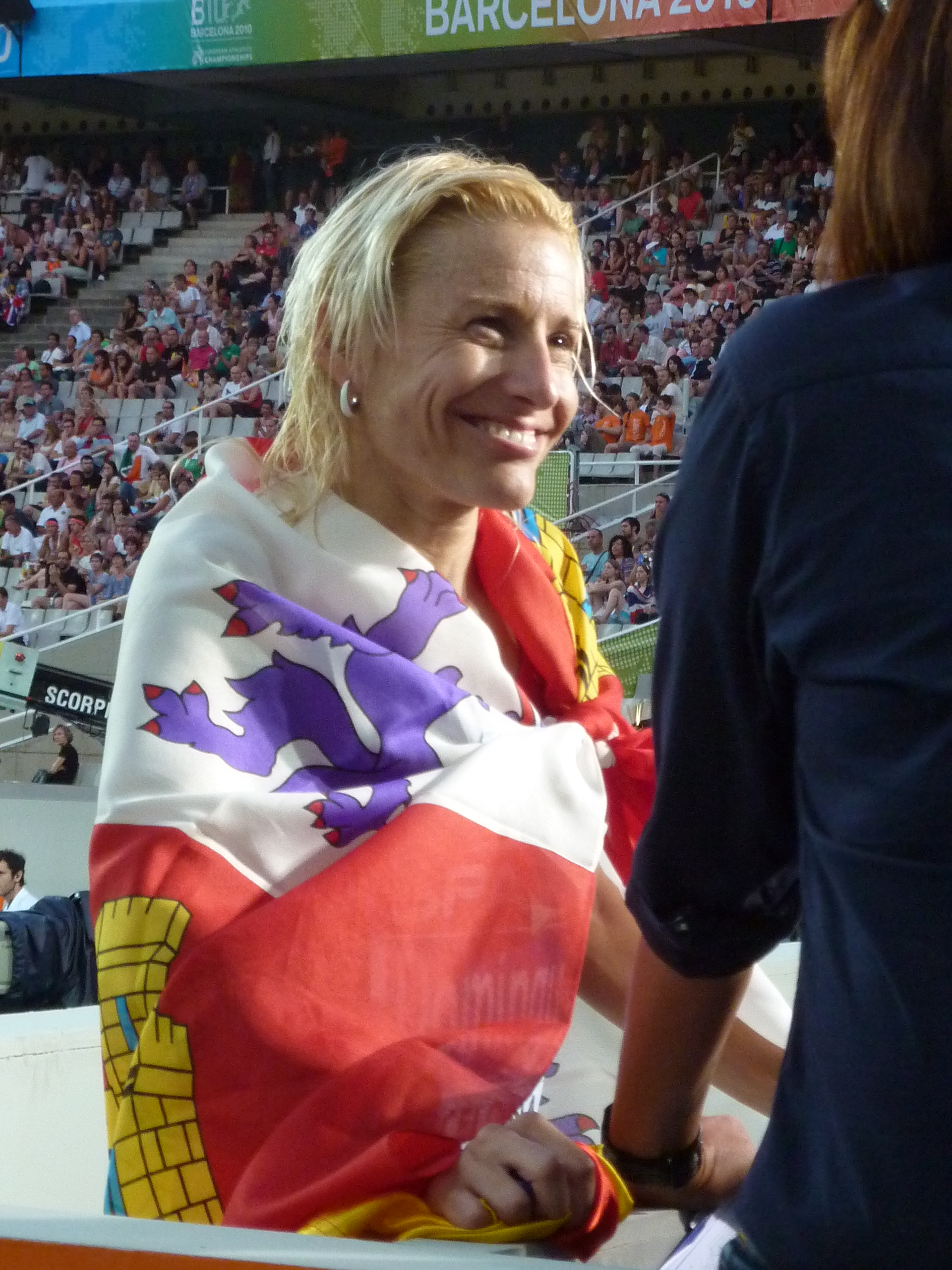
Marta Domínguez – hier strahlt sie noch nach ihrem zweiten Platz, aber später wurde sie als Dopingbetrügerin enttarnt
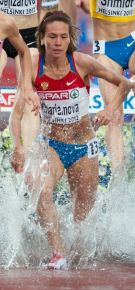
Ljubow Charlamowa – nachträglich disqualifiziert wegen Dopingbetrugs

## Videolink
- European Championship Barcelona 2010 3.000 m Steeplechase women's Final, youtube.com, abgerufen am 1. Januar 2020